# Гранатометна граната
Гранатометна граната – снаряд за стрелба от гранатомет. Получава името си от ръчната граната. Гранатометната граната заедно с метателния барутен заряд се нарича гранатометен изстрел.
В системите ръчни гранатомети се използват осколъчни гранати, кумулативни гранати, кумулативни гранати тип „тандем“ (за борба с усилена и динамична броня), а също и специални гранати: димови, осветителни, запалителни и газови.

## Класификация на гранатометните изстрели според конструкцията
Класификацията на гранатометните изстрели се прави по следните критерии:
- Според способа на зареждане на гранатометния изстрел:

- изстрели с унитарно зареждане – гранатата и метателният заряд са обединени в една цяла неразглобяема конструкция;
- изстрели с разделно зареждане – гранатата и метателния заряд за удобство при транспортиране се пренасят разделно и се съединяват непосредствено преди стрелбата.

- Според принципа на мятането на гранатата:

- активен – началната скорост се придава от метателен заряд, изгарящ в ствола на гранатомета;
- реактивен – метателен заряд липсва, началната скорост се придава от реактивен двигател;
- активно-реактивен (динамореактивен) – началната скорост се придава от метателен (стартов) заряд, след което скоростта на гранатата се увеличава от реактивен (маршеви) двигател.

## Класификация на гранатометните изстрели според тяхното предназначение
Класификация на гранатометните изстрели по предназначение:
- кумулативни – за унищожаване на бронирана техника;
- осколъчни – за унищожаване на жива сила;
- термобарически – за унищожаване на живата сила във фортификационни съоръжения;
- димови – за създаване на димна завеса скриваща техниката от огъня на вражеската артилерия и ПТРК;

За полицейски операции съществуват особени видове гранатометни изстрели:
- газови – гранатата съдържа заряд разсейващ иританти (например сълзотворен газ)
- димова – за създаване на димова завеса временно прикриваща личния състав;
- светозвукова – за дезориентация на противника с оглушаващо-ослепяващ ефект;

## Допълнителна информация за гранатометните изстрели

### Винтовъчните гранати
Предшествениците на гранатометните винтовъчни гранати възникват преди Първата световна война и приличат на ръчната граната с прикрепен към нея дълъг шиш, те се изстрелват от дулен гранатомет, поставен на обикновена пушка (винтовка). Гранатата се изстрелва от налягането на барутните газове.

### Първите противотанкови гранатометни гранати
За борба с бронираните цели по време на Втората световна война се появяват новите гранатомети, представляващи ръчни безоткатни оръдия. Гранатата има барутен заряд, взривяващ се вътре в гранатомета. След изстрела гранатата лети по балистична траектория, а при удар в преграда се взривява кумулативния заряд.

### Реактивни гранати
За увеличаване на далечината на полета са създадени реактивните гранати. При тях метателния заряд изгаря постепенно, ускорявайки гранатата.
Противотанковите кумулативни гранати, изстрелвани от гранатометите, имат бойна далечина на полета до 400 метра и са способни да пробиват бетон, тухлени зидове и други прегради.

### Противопехотни гранатометни гранати
Гранатите, използвани за подстволните гранатомети, напомнят по конструкция малък минометен изстрел с гилза, а също така и обикновения унитарен патрон. Барутния заряд с капсулата се намира на дъното на гилзата и при възпламеняване разширяващите се газове попадат в основната камера относително бавно. В резултат на това гранатата няма голяма скорост и точност, но има достатъчно голяма за ръчно оръжие маса и калибър. В армиите на страните от НАТО широко разпространени са 40 mm гранатометни гранати, като правило, противопехотни, имащи алуминиева гилза, в Руската армия се използват 30 mm безгилзови гранати тип ВОГ-17 и 40 mm ВОГ-25.